# Born to Be Blue
Born to Be Blue é um filme canadense dirigido por Robert Budreau. O filme é sobre o famoso trompetista e cantor de jazz norte-americano Chet Baker. O filme foi mostrado na seção Apresentações Especiais do Toronto International Film Festival de 2015 e foi lançado nos Estados Unidos em uma edição limitada em 25 de março de 2016, e no Canadá duas semanas antes, também em edição limitada, pela IFC Films.

## Elenco
- Ethan Hawke - Chet Baker
- Carmen Ejogo - Jane / Elaine
- Callum Keith Rennie - Dick
- Stephen McHattie - Pai
- Janet-Laine Verde Mãe
- Tony Nappo - Diretor Reid
- Kevin Hanchard - Dizzy Gillespie
- Dan Lett - Danny Friedman
- Katie Boland - Sarah
- Nat Leoa - Jenny

## Produção
Em outubro de 2014, foi anunciado que Ethan Hawke se juntou aos demais atores do elenco interpretando o papel de Chet Baker, com Robert Budreau como diretor, a partir de um roteiro que ele escreveu. No mesmo mês, foi anunciado que Carmen Ejogo, Callum Keith Rennie também tinha se juntaram ao elenco do filme. As filmagens ocorreram em Sudbury, Ontário, Canadá, no outono de 2014. 

## Lançamento
O filme teve sua estreia mundial no Toronto International Film Festival em 13 de setembro de 2015. Pouco depois, a IFC Films adquiriu os direitos de distribuição do filme, que então foi lançado nos Estados Unidos em uma edição limitada em 25 de março de 2016, e no Canadá duas semanas antes, também em edição limitada.